# Celler de l'Espluga
El Celler de l'Espluga és una obra noucentista de l'Espluga de Francolí (Conca de Barberà) protegida com a Bé Cultural d'Interès Local.

## Descripció
Celler format per una sola nau, amb un annex lateral adossat paral·lelament en un costat. Té una estètica similar a la del Celler de Baix, però de caràcter més senzill. Els murs són arrebossats i emblanquinats, i hi ressalta el treball de maó que emmarca els angles de l'edifici, les obertures (part de les quals són cegues) i els diferents sectors en què es divideixen les façanes. Té boles de coronament.

## Història
El 1931 es va organitzar a l'Espluga la Unió de Rabassaires de l'Espluga, vinculada a la Unio de Rabassaires de Catalunya sota el nom de Societat Sindicat Agrícola "Agricultors Rabassaires". El 18 de maig de 1932 l'Ajuntament va autoritzar l'entitat a construir un local i un celler cooperatiu: el Sindicat d'Agricultors Vinicultors ("celler de dalt o celler dels pobres"); feu l'obre el mestre d'obres de Montblanc Josep Antoni Miró. Va ser ampliat els anys quaranta.
Amb la Guerra Civil es fusionà amb el Celler de Baix parcialment i definitivamentr el 1961. A partir de 1970, es dedica a la recepció de raïm i l'extracció de most.